# William P. Clark
Pour les articles homonymes, voir William Clark (homonymie) et Clark.
William Patrick Clark, Jr., né le 23 octobre 1931 à Oxnard (Californie) et mort le 10 août 2013 à Shandon (Californie), est un homme politique américain. Membre du Parti républicain, il est  conseiller à la sécurité nationale entre 1982 et 1983 puis secrétaire à l'Intérieur entre 1983 et 1985 dans l'administration du président Ronald Reagan.